# Moneilema albopictum
Moneilema albopictum là một loài bọ cánh cứng trong họ Cerambycidae.